# Sigfrid Gras i Salicrú
Sigfrid Gras i Salicrú   (Barcelona, 1966) és un periodista català, va ser escollit per concurs públic nou director de Televisió de Catalunya el 25 de juliol del 2022, després d'haver exercit des de l'abril com a director en funcions arran del cessament del seu predecessor, Vicent Sanchis.
Llicenciat en Ciències de la Informació per la Universitat Autònoma de Barcelona i màster en Comunicació per la Universitat Complutense de Madrid, el 1991 va entrar com a redactor a la delegació de Madrid de Catalunya Ràdio. Entre el 1995 i el 2001 va ser cap de la secció de Societat i, posteriorment, cap de Política. Entre 2001 i 2012 va ser delegat de Catalunya Ràdio a Madrid. Entre el 2012 i el 2016 va ser subdirector dels Serveis Informatius de Televisió de Catalunya i el 2016 va ser nomenat adjunt a la direcció de TVC i director de Continguts i Programes.
Gras és el primer director de Televisió de Catalunya nomenat per concurs públic. La seva candidatura va ser escollida entre nou propostes per un Comitè de Valoració format per Núria de José, vicedegana del Col·legi de Periodistes de Catalunya; Joan Abellà, director general del Grup Enciclopèdia Catalana; Josep Maria Carbonell, exdegà de la Facultat de Comunicació i Relacions Internacionals Blanquerna (URL); Judith Colell, presidenta de l'Acadèmia de Cinema Català; Josep Maria Ganyet, professor i divulgador en tecnologies digitals, i Mabel Mas, membre de la Junta del Col·legi de la Publicitat i el Màrqueting de Catalunya.
El 26 de gener de 2023, el col·laborador del programa Zona Franca de TV3, Manel Vidal, en la seva secció de consultoria política, va fer un gag en què situava ideològicament el PSC sobre una esvàstica en una brúixola política, fet pel qual va ser acomiadat. Dos dies després, en la comissió parlamentària de control de la CCMA, Gras va advertir que aquest tipus d'humor podia suposar la no continuïtat del programa. El 30 de gener de 2023, després de tres mesos d'emissió, el presentador de programa, Joel Díaz, va dimitir del càrrec en protesta per la decisió de TV3 d'acomiadar Vidal.